# Irena Piwowarska
Irena Piwowarska (ur. 26 października 1911, zm. 20 marca 1978) – polska działaczka ruchu związkowego, robotnica i polityk, poseł na Sejm Ustawodawczy oraz Sejm PRL I kadencji.

## Życiorys
Długoletnia działaczka ruchu związkowego, współorganizatorka Związku Zawodowego Pracowników Przemysłu Włókienniczego, Odzieżowego i Skórzanego i wiceprzewodnicząca jego Zarządu Głównego. Pełniła funkcję sekretarza Centralnej Rady Związków Zawodowych. Należała kolejno do Komunistycznej Partii Polski, Polskiej Partii Robotniczej i Polskiej Zjednoczonej Partii Robotniczej. W PZPR pełniła funkcję zastępcy członka Komitetu Centralnego PZPR.
W 1947 objęła mandat posła na Sejm Ustawodawczy z okręgu Łódź-miasto, w którym zasiadała w Komisjach Pracy i Opieki Społecznej, Przemysłowej oraz Konstytucyjnej. W 1952 objęła mandat posłanki na Sejm PRL z okręgu Kłodzko, w parlamencie pracowała w Komisji Gospodarki Komunalnej i Mieszkaniowej oraz Komisji Mandatowej.
Odznaczona Krzyżem Komandorskim Orderu Odrodzenia Polski, Srebrnym Krzyżem Zasługi (1946) i Medalem 10-lecia Polski Ludowej (1955).
Pochowana na cmentarzu Doły w Łodzi (XV/37/8).